# Rhodell (Virginia Occidental)
Rhodell es una localidad situada en el condado de Raleigh, Virginia Occidental, Estados Unidos. Tiene una población estimada, a mediados de 2022, de 138 habitantes.
En 2017 los habitantes de la localidad resolvieron disolver su estatuto municipal y pasar a depender directamente del condado de Raleigh.

## Geografía
La localidad está ubicada en las coordenadas 37°36′34″N 81°18′18″O / 37.60944, -81.30500. Según la Oficina del Censo de los Estados Unidos, tiene una superficie de 0.81 km², correspondientes en su totalidad a tierra firme.

## Demografía
Según el censo de 2020, en ese momento había 141 personas residiendo en la localidad. La densidad de población era de 174.07 hab./km². El 92.9% de los habitantes eran blancos, el 1.4% eran afroamericanos, el 1.4% eran amerindios y el 4.3% eran de una mezcla de razas. Del total de la población, el 2.8% eran hispanos o latinos de cualquier raza.